# (279377) Lechmankiewicz
(279377) Lechmankiewicz est un astéroïde de la ceinture principale.

## Description
(279377) Lechmankiewicz est un astéroïde de la ceinture principale. Il fut découvert le 7 février 2010 à Wesfield par l'Observatoire de recherche astronomique. Il présente une orbite caractérisée par un demi-grand axe de 3,03 UA, une excentricité de 0,11 et une inclinaison de 12,5° par rapport à l'écliptique.

## Compléments